# Gymnostomum foliosum
Gymnostomum foliosum là một loài Rêu trong họ Pottiaceae. Loài này được Röhl. mô tả khoa học đầu tiên năm 1810.